# Archea Olympia
Archea Olympia (in greco Αρχαία Ολυμπία?) è un comune della Grecia situato nella periferia della Grecia occidentale (unità periferica dell'Elide) con 16.431 abitanti secondo i dati del censimento 2001.
A seguito della riforma amministrativa detta Programma Callicrate in vigore dal gennaio 2011 che ha abolito le prefetture e accorpato numerosi comuni, la superficie del comune è ora di 545 km² e la popolazione è passata da 12.910 a 11.069 abitanti.

## Storia
Il paese di Archea Olympia nasce nei primi del Novecento come piccolo agglomerato urbano in cui vivevano gli archeologi che lavoravano presso gli scavi di Olimpia. Solo a metà del secolo, con l'inizio del turismo di massa, il paese si è espanso, soprattutto verso nord, ed attualmente la sua economia è basata soprattutto sui molti ristoranti ed alberghi che vi si trovano.

## Geografia
La città è attraversata da due fiumi, il Cladeo da nord a sud e che separa la città dal sito di Olimpia per unirsi al fiume Alfeo che scorre a sud.

## Monumenti e luoghi d'interesse
La cittadina si sviluppa completamente lungo la strada principale, che va da nord a sud; lungo di essa e lungo le due strade parallele si trovano molti alberghi e ristoranti, mentre le abitazioni private si trovano soprattutto nella parte nord e in quella ovest dell'abitato. All'inizio e alla fine del "corso" si trovano le due piazze del paese. Sulla piazza che dà a nord si trova la chiesa di Santa Maria Ortodossa. Questa, costruzione del Novecento, esternamente si presenta come una chiesa a croce latina, mentre internamente è costituita da un'aula unica, interamente affrescata sulle pareti e sul soffitto; nell'abside, celata alla vista dall'iconostasi, si trova l'altare. Nella piazza sud, invece, si trovano il municipio, moderno edificio in cemento armato e vetro, ed il monumento ai caduti, costituito dalla statua in ghisa della Vittoria alata.
In città si trova il Museo di Archimede, dedicato al grande scienziato antico e il Museo della storia dei giochi olimpici antichi.